# 高闸镇
高闸镇，是中华人民共和国宁夏回族自治区吴忠市利通区下辖的一个乡镇级行政单位。

## 行政区划
高闸镇下辖以下地区：
郭桥村、周闸村、韩桥村、高闸村、朱渠村、李桥村、马家湖村和关马湖农场。